# Ação Nacionalista Basca
A Ação Nacionalista Basca (Basco: Eusko Abertzale Ekintza,Espanhol: Ação Nacionalista Vasca, EAE – ANV) é um partido nacionalista Basco com sede na Espanha. Fundado em 1930, foi o primeiro partido político nacionalista Basco a funcionar com um programa socialista. Em 16 de Setembro de 2008, o partido ilegalizado pelo Supremo Tribunal Espanhol com base em vínculos com a ETA. A decisão Espanhola foi apelada no Tribunal Europeu dos Direitos Humanos, que, depois de analisar a questão, confirmou a decisão dos tribunais Espanhóis sobre o assunto.

## História
Foi formado em 1930, após a reunificação do grupo ultraconservador Aberri e da maioria moderada do Comuni Nacionalista Vasca no Partido Nacionalista Basco, por aqueles que se recusaram a apoiar a tradicional ideologia clerical do partido. O seu apoio estava restrito à classe média urbana e, como tal, era um partido minoritário. A ANV desempenhou um papel menor durante a República, quando geralmente se alinhava com partidos de esquerda e republicanos (sendo inclusive parte da Frente Popular em 1936) e na Guerra Civil. Foi uma parte do Governo Basco no Exílio de 1936 a 1979, e do governo Republicano Espanhol no Exílio desde 1938 até 1946, representada por um ministro sem pasta, Tomás Bilbao.
Quando a democracia foi retomada na Espanha, a ANV candidatou-se para a primeiras eleições gerais espanholas contemporâneas, apresentando candidatos em Biscaia e Guipúscoa, obtendo escassos 0,64% do total de votos no País Basco. Durante esses anos, a ANV recebeu indenização pelos bens apreendidos após a guerra pelo governo Franquista.
Após as eleições de 1977, a ANV optou por não concorrer a eleições sozinha, mas disputou eleições subseqüentes como uma pequena parte das plataformas eleitorais do Movimento de Libertação Nacional Basco. Não fazia parte do KAS. Assim, quando o Partido Independente Basco, o Batasuna, foi banido pelo Supremo Tribunal Espanhol em 2002, após alegações do governo de sua estreita relação com a ETA, a EAE-ANV permaneceu como um partido legal.

### Ascensão à proeminência

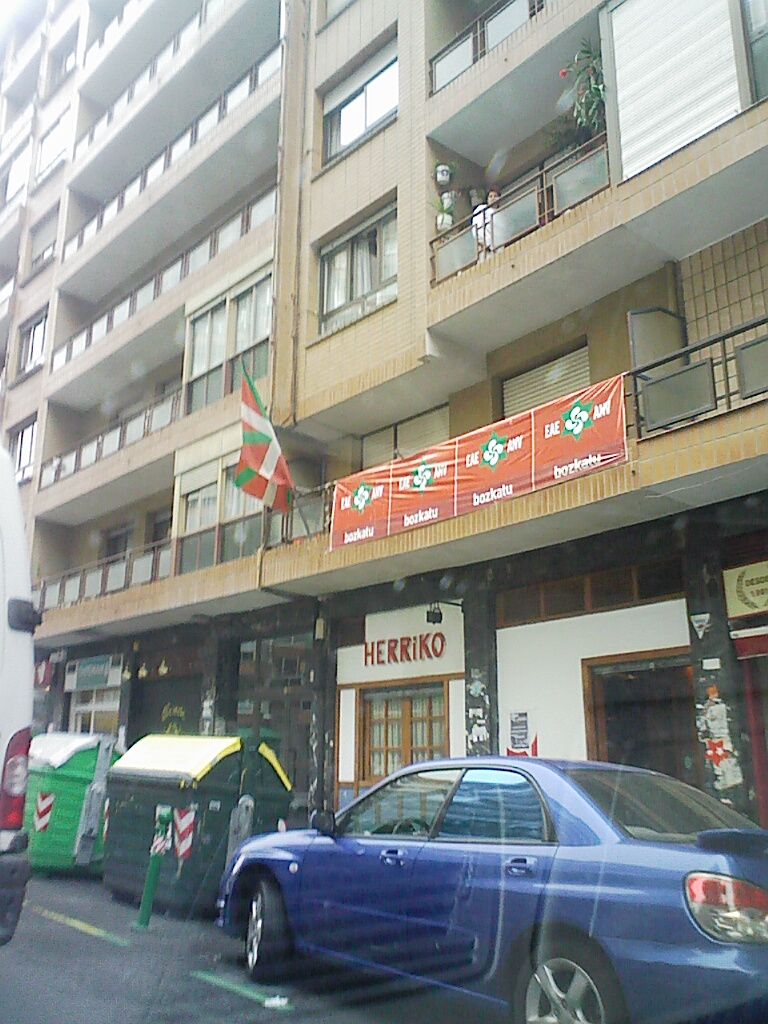
Um bar nacionalista em Bilbao mostrando faixas pedindo a votação para EAE-ANV, 2007

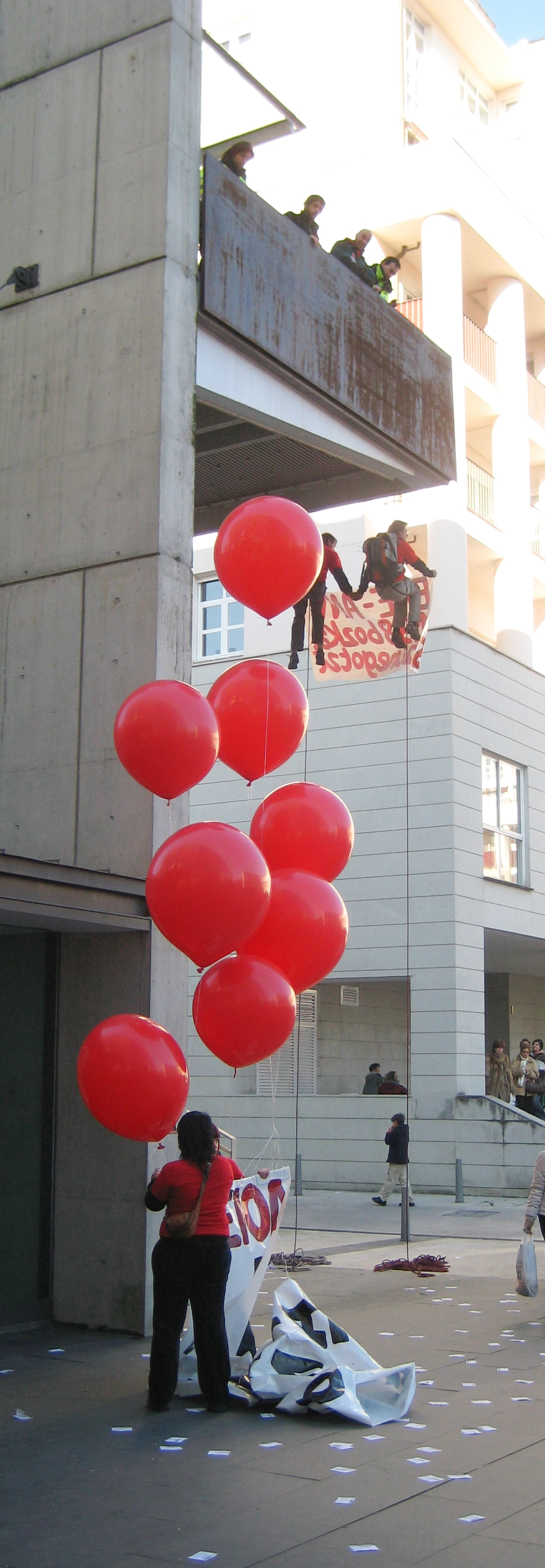
Protestos contra a rejeição da lista da EAE para as eleições municipais em Lejona, 2007.

O banimento do Batasuna chamou a atenção para a praticamente desconhecida e inativa EAE-ANV, uma vez que foi informalmente designada pelas fileiras do Batasuna como a herdeira política do Batasuna ilegalizado.
Consequentemente, foi durante as eleições municipais e provinciais Espanholas de 2007 que a nova EAE-ANV recebeu uma intensa atenção da mídia e política. Quase metade das suas listas foram declaradas ilegais antes das eleições, porque uma parte significativa dos seus candidatos já haviam concorrido pelo Batasuna, EH ou HB (diferentes reencarnações da mesma base). Isso apesar do fato de esses partidos serem legais quando esses candidatos concorreram por eles. O Supremo Tribunal declarou que essas listas da EAE-ANV estavam a fornecer cobertura a um partido ilegal (Batasuna), e, assim sendo, listas que incluíssem ex-membros do Batasuna eram inelegíveis.
Indiscutivelmente, a fim de adulterar a avaliação judicial dos seus candidatos, a EAE-ANV apenas divulgou as suas intenções de concorrer a essas eleições com o menor aviso legal possível. Assim, a avaliação legal que declarou algumas das listas inelegíveis foi feita às pressas, o que também deixou pouco tempo (24 horas) para recurso por parte do partido. Alguns membros da EAE-ANV alegaram então que uma "presunção de culpa" foi aplicada e que permaneceu por ser devidamente comprovada em devido tempo. No entanto, a EAE-ANV poderia participar nas eleições com as suas listas legais e recebeu um total de cerca de 187 mil votos (os votos para listas declaradas inelegíveis antes das eleições foram declarados nulos). Entre as listas ilegais estavam as de Bilbau, San Sebastián e Vitória; mas não as da câmara municipal de Pamplona, onde a EAE-ANV tem dois representantes.

### Status atual
Em Fevereiro de 2008, o governo Espanhol declarou ilegal a EAE-ANV como medida de precaução para evitar que participassem na eleição geral Espanhola de 2008. Esta suspensão foi posteriormente confirmada pela Supremo Tribunal Espanhol que declarou ilegal a EAE-ANV. O caso foi levado pelos réus ao Tribunal Europeu de Direitos Humanos, que confirmou as decisões judiciais espanholas afirmando que as candidaturas EAE-ANV eram, na verdade, uma "fraude" construída para contornar a proibição anterior do Batasuna.
Apesar do fato de o partido ter sido declarado ilegal, a decisão do tribunal não foi retroativa, o que significou que os membros eleitos da EAE-ANV permaneceram em seus cargos como vereadores até as próximas eleições locais Espanholas que foram realizadas em 2011.